# Alappmoen
Alappmoen est une localité du comté de Troms, en Norvège.

## Géographie
Administrativement, Alappmoen fait partie de la kommune de Målselv.
Alappmoen ou Alapmoen est un petit village agricole de la municipalité de Målselv ,dans  comté de Troms et Finnmark en Norvège. Le village est situé à environ 1 kilomètre  au sud de la rivière Målselva et à environ 21,5 km  au sud-est de la zone urbaine de Bardufoss, et à environ 11 km  au sud-ouest du village de Skjold.
L'emplacement d'Alappmoen est inhabituel puisqu'il s'agit d'un petit groupe de champs agricoles au milieu d'une forêt du nord de la Norvège, ce qui n'est pas le cas de la plupart des autres communautés norvégiennes, car elles sont situées près de l'océan ou le long d'une rivière. Les petites fermes de Rolvsjord, Skog, Frostad et Renmelmoen sont incluses dans la zone du village.